# Poincaré-Homologiesphäre
Die Poincaré-Homologiesphäre ist im mathematischen Teilgebiet der Algebraischen Topologie eine dreidimensionale Homologiesphäre. Diese ist neben der dreidimensionalen Sphäre die einzige dreidimensionale Homologiesphäre mit einer endlichen Fundamentalgruppe, wobei deren Unterscheidung historisch erstmals die Definition der Fundamentalgruppe motiviert hat. Darüber widerlegte die Poincaré-Homologiesphäre die ursprüngliche Formulierung der Poincaré-Vermutung für Homologiesphären und führte auf ihre bis heute verwendete verschärfte Formulierung für Homotopiesphären. Benannt ist die Poincaré-Homologiesphäre nach Henri Poincaré, welcher diese ebenso wie die Fundamentalgruppe in seiner Reihe Analysis situs von 1892 bis 1904 erstmals beschrieb.

## Eigenschaften
- Die Poincaré-Homologiesphäre ist die Brieskorn-Sphäre {\displaystyle \Sigma (2,3,5)}.
- Die Einhängung der Poincaré-Homologiesphäre ist eine homologische Mannigfaltigkeit, die keine topologische Mannigfaltigkeit ist. Allgemeiner gilt das für alle dreidimensionalen Homologiesphären, welche nicht homöomorph zur Sphäre sind.
- Die doppelte Einhängung der Poincaré-Homologiesphäre ist eine topologische Mannigfaltigkeit, die keine stückweise lineare Mannigfaltigkeit ist. Allgemeiner gilt das für alle dreidimensionalen Homologiesphären, welche nicht homöomorph zur Sphäre sind.